# Cistotvorne ogorčice
Cistotvorne ogorčice so skupina nematodov, ki zajedajo na rastlinah (»ogorčic«) in jih prepoznamo po lastnosti, da odrasla samica ob koncu razvoja jajčec pogine, njeno telo pa se spremeni v cisto – odporno strukturo, v kateri so potomci zaščiteni pred zunanjimi vplivi. V skupino uvrščamo približno 100 do zdaj znanih vrst iz šestih rodov družine Heteroderidae: Heterodera, Globodera, Cactodera, Punctodera, Dolichodera in Afenestrata, razširjenih po vsem svetu. Natančneje spadajo v poddružino Heteroderinae, v katero pa uvrščamo tudi druge rodove, katerih predstavniki ne tvorijo cist, zato cistotvorne ogorčice niso taksonomska kategorija. Številne vrste zajedajo na kulturnih rastlinah in lahko povzročijo znaten izpad pridelka, zato jih obravnavamo kot pomembne kmetijske škodljivce.

## Življenjski krog in prehranjevanje
So obligatni sedentarni zajedavci rastlin – torej potrebujejo rastlinskega gostitelja za preživetje in v istem gostitelju praviloma ostanejo vse življenje. Življenjski krog in prehranjevanje sta nekoliko podobna sorodnim ogorčicam koreninskih šišk (rod Meloidogyne), vendar se je pri njih verjetno specializacija razvila ločeno in se v podrobnostih bistveno razlikuje.
Začetni razvoj ličinke poteče v jajčecu, kjer se žival prvič levi. Ličinke drugega stadija so aktivne, lezejo okrog in edino v tej fazi so sposobne okužiti novega gostitelja. V korenino prodrejo tik pod rastnim stožcem in se prebijejo v notranjost. Skozi tkivo se premikajo s prebijanjem skozi celice, zato njihovo pot označuje linija nekrotiziranega tkiva. Ko pride do razvijajočega se žilja, se ličinka namesti na prehranjevalnem mestu in izbere eno celico v žilnem parenhimu, v katero zabode votel stilet, kakršnega ima večina ogorčic v ustih.
V izbrano celico izbrizga izločke obžrelnih žlez, ki delujejo kot signalne molekule in sprožijo  morfološke ter biokemične spremembe: celica razgradi sosednje celične stene, nakar se združijo sosednji protoplasti več okoliških celic in nastane večjedrni sincicij, ki lahko sčasoma obsega več sto nekdanjih celic. Tako preoblikovana celica dobi tudi gosto citoplazmo, ki jo žival sesa. Dva tedna po vdoru v korenino se ličinka znova levi in nekoliko nabrekne v stekleničasto obliko. Po naslednji levitvi samice še bolj nabreknejo, samci pa znova dobijo črvasto obliko. Nekaj dni kasneje se levijo še zadnjič in odrastejo, samci takrat zapustijo korenino, samice pa ostanejo prisesane. Samci nato živijo le kratek čas, do parjenja. Pogosto je tudi nespolno, partenogenetsko razmnoževanje, kjer so samci redki, njihov razvoj se včasih sproži ob slabših pogojih. Samice medtem še bolj nabrekajo, okrog njih poči koreninski ovoj in v korenini ostanejo prisesane le s sprednjim delom. Po oploditvi poginejo, nakar se njihova telesna stena spremeni v cisto, v kateri so zaščitena jajčeca. Ob neugodnih pogojih razvoj miruje in ličinke lahko tako zaščitene preživijo tudi več kot 20 let.

## Sistematika
Predstavnike šestih rodov cistotvornih ogorčic lahko do neke mere razločimo po obliki ciste, ki jo je možno opazovati že pod majhno povečavo, za določanje vrst pa je nujen natančnejši morfološki pregled. Za rod Globodera so tako značilne kroglaste ciste, za rod Punctodera hruškasto oblikovane ciste (bolj podolgovate), za rod Heterodera pa limonaste ciste z izraženim vulvinim stožcem. Velikost in barva cist se s starostjo spreminjata, zato nista zelo zanesljiv znak, vrste določamo po strukturiranosti povrhnjice, morfometriji (velikosti raznih anatomskih značilnosti in razmerij med njimi) in podobnih znakih. Te metode v novejšem času kombiniramo z biokemičnimi in molekularnimi markerji, ki so bili razviti za gospodarsko pomembne vrste.
Za Slovenijo so znane naslednje vrste:
- pesna ogorčica (Heterodera schachtii)
- ovsova ogorčica (Heterodera avenae)
- deteljna ogorčica (Heterodera trifolii)
- zebratova ogorčica (Heterodera galeopsidis)
- zeljna ogorčica (Heterodera cruciferae)
- grahova ogorčica (Heterodera göttingiana)
- hmeljeva ogorčica (Heterodera humuli)
- korenčkova ogorčica (Heterodera carotae)
- travna ogorčica (Punctodera punctata)
- rmanova ogorčica (Globodera achilleae)
- rumena krompirjeva ogorčica (Globodera rostochiensis)
- bela krompirjeva ogorčica (Globodera pallida)

## Pomen
Pogosto so to polifagi zajedavci, ki napadajo več gostiteljskh vrst (pretežno zelnate), ljudska imena pa so dobile po poljščinah, s katerih so jih opisali. Tako je denimo pesna ogorčica povzročala hude težave v pridelavi sladkorne pese v nemških deželah, a je bila bolezen dolgo časa opisana preprosto kot »pesna utrujenost tal« (nemško Rübenmüdigkeit) in šele sredi 19. stoletja je bil odkrit povzročitelj – to je bila tudi prva opisana ogorčica koreninskih šišk. Manj specializirane ogorčice je človek s trgovanjem zanesel po vsem svetu in ob neukrepanju lahko povzročijo tudi popoln izpad pridelka. Globalen gospodarski pomen kot škodljivca imata obe vrsti krompirjevih ogorčic, kot pove ime, predvsem v pridelavi krompirja. Prav tako resen škodljivec je sojina ogorčica (Heterodera glycines), ki po ocenah na leto povzroči 2 milijardi USD škode v pridelavi soje.
Simptomi napada ogorčic so nespecifični, podobni kot ob drugih vzrokih pomanjkanja hranil (razbarvanje, zakrnelost poganjkov, venenje, odmiranje).
V primerjavi z ogorčicami koreninskih šišk imajo cistotvorne ogorčice kljub vsemu ožji nabor gostiteljev, zato je kolobarjenje učinkovitejši, a zaradi sposobnosti preživetja več let neugodnih pogojev ne popolnoma učinkovit ukrep. Nematocidi so močno strupene snovi, škodljive za človeka in ekosistem, zato v razvitih državah omejujejo njihovo rabo, poleg tega je tretiranje drag in zamuden postopek. Dolgoročno najučinkovitejše je kombiniranje različnih preventivnih in omejevalnih ukrepov v pristop, znan kot integrirano varstvo rastlin. Med njimi so fitosanitarni ukrepi, sajenje odpornejših kultivarjev ipd.